# Kümmernitztal
Kümmernitztal település Németországban, azon belül Brandenburgban. Lakosainak száma 376 fő (2023. december 31.).

## Népesség
A település népességének változása:
| Lakosok száma | 371  | 373  | 365  | 368  | 373  | 376  |
|               | 2014 | 2017 | 2019 | 2021 | 2022 | 2023 |